# IC 1499
IC 1499 — галактика типу *2 (подвійна зірка) у сузір'ї Водолій.
Цей об'єкт міститься в оригінальній редакції індексного каталогу.